# Mierczany
Mierczany (niem. Hildesheim) – wieś w Polsce położona w województwie lubuskim, w powiecie sulęcińskim, w gminie Torzym.
W latach 1975–1998 miejscowość administracyjnie należała do województwa zielonogórskiego.
W miejscowości działało państwowe gospodarstwo rolne.

## Zabytki
Do wojewódzkiego rejestru zabytków wpisany jest:
- kościół filialny pod wezwaniem św. Józefa, dawny ewangelicki, szachulcowy, z końca XVIII wieku.